# Eilema aureola
Eilema aureola là một loài bướm đêm thuộc phân họ Arctiinae, họ Erebidae.